# Kirchardt
Kirchardt település Németországban, azon belül Baden-Württembergben. Lakosainak száma 6068 fő (2023. december 31.). Kirchardt Ittlingen és Eppingen községekkel határos.

## Népesség
A település népessége az elmúlt években az alábbi módon változott:
| Lakosok száma | 2733 | 2793 | 3198 | 3614 | 4032 | 4966 | 5416 | 5511 | 5522 | 6068 |
|               | 1961 | 1967 | 1974 | 1980 | 1987 | 1993 | 2000 | 2006 | 2013 | 2023 |